# Dassault Falcon
Dassault Falcon - rodzina francuskich samolotów dyspozycyjnych produkowanych przez Dassault Aviation.
Do rodziny należą samoloty:
- Dassault Falcon 10 - mniejsza odmiana samolotu Falcon 20 (późniejsze wersje znane jako Falcon 100)
- Dassault Falcon 20 – pierwszy samolot z serii Falcon (późniejsze wersje znane jako Falcon 200).
- Dassault Falcon 50 - wersja trójsilnikowa
- Dassault Falcon 900 -  wersja trójsilnikowa dalekiego zasięgu
- Dassault Falcon 2000 - mniejsza odmiana samolotu Falcon 900
- Dassault Falcon 7X (znany wcześniej jako Falcon FNX) - wersja trójsilnikowa dalekiego zasięgu